# Anna Kazantseva
Anna Kazantseva (11 de marzo de 1972) es una deportista rusa que compitió en tiro con arco, en la modalidad de arco compuesto.
Ganó dos medallas en el Campeonato Europeo de Tiro con Arco al Aire Libre, plata en 2006 y oro en 2008, y una medalla de oro en el Campeonato Europeo de Tiro con Arco en Sala de 2006.

## Palmarés internacional
| Campeonato Europeo al Aire Libre | Campeonato Europeo al Aire Libre | Campeonato Europeo al Aire Libre | Campeonato Europeo al Aire Libre |
| Año                              | Lugar                            | Medalla                          | Prueba                           |
| -------------------------------- | -------------------------------- | -------------------------------- | -------------------------------- |
| 2006                             | Atenas (Grecia)                  | Medalla de plata                 | Equipo                           |
| 2008                             | Vittel (Francia)                 | Medalla de oro                   | Equipo                           |
| Campeonato Europeo en Sala       |                                  |                                  |                                  |
| Año                              | Lugar                            | Medalla                          | Prueba                           |
| 2006                             | Jaén (España)                    | Medalla de oro                   | Equipo                           |